# Kumu
Kumu (abrevierea în estonă pentru "Kunstimuuseum") este un muzeu de artă din Kadriorg, parte din Tallinn. Este cel mai mari și moderne muzee de artă din statele baltice și unul dintre cele mai mari din nordul Europei.
Muzeul a fost inaugurat în februarie 2006 după o perioadă de construcție de trei ani. Suprafața sa de expoziție este de 5000 m², întregul complex 20 ha. Arhitectul, care a fost planificat muzeul este finlandezul Pekka Vapaavuori, care a câștigat licitația în 1994. Costurile de construcție s-au ridicat la 50 de milioane de euro.
Pe lângă expozițiile temporare, muzeul cu șapte etaje are și o expoziție permanentă. Muzeul cuprinde arta estonă încă din secolul al XVIII-lea. O secțiune separată este dedicată realismului socialist în timpul ocupației sovietice  din Estonia (1940-1991) și artei sovietice nonconformiste.
Kumu nu deține nicio operă majoră din scena artistică internațională, ci mai degrabă arată în expoziția sa permanentă versiuni estone ale marilor epoci de artă europene din timpurile moderne. Astfel, oferă o afișare remarcabilă și extinsă a artei baltice. Impresionantă este o instalație cu zeci busturi de vorbire.
În 2008, Kumu a fost votat pentru Muzeul European al Anului.
Pe lângă un restaurant, săli de curs și un magazin muzeal, muzeul găzduiește și sălile de administrație ale Muzeului de Artă Estonian (EKM). Kume este unul dintre cele cinci filiale al Muzeului de Artă al Estoniei (Eesti Kunstimuuseum) .Pe lângă Kumu, aceasta include muzeele din Tallinn, Palatul Kadriorg, Muzeul Mikkel, Muzeul Niguliste, Muzeul Adamson-Eric și Muzeul Kristjan-Raud.

## Imagini (selecție)

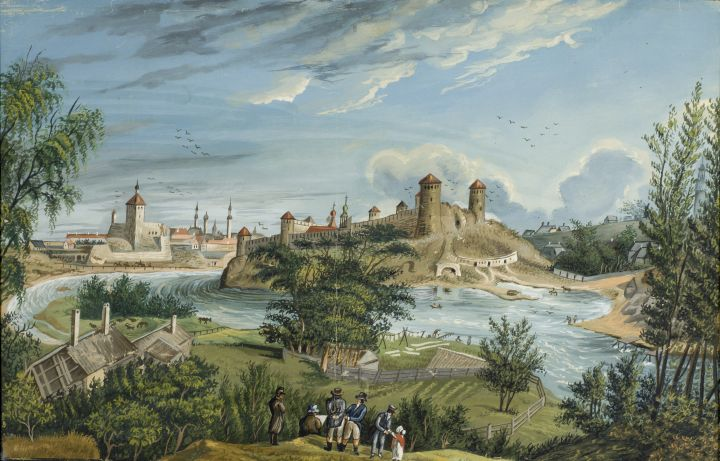
Vedere din Narva, guașă, 1812
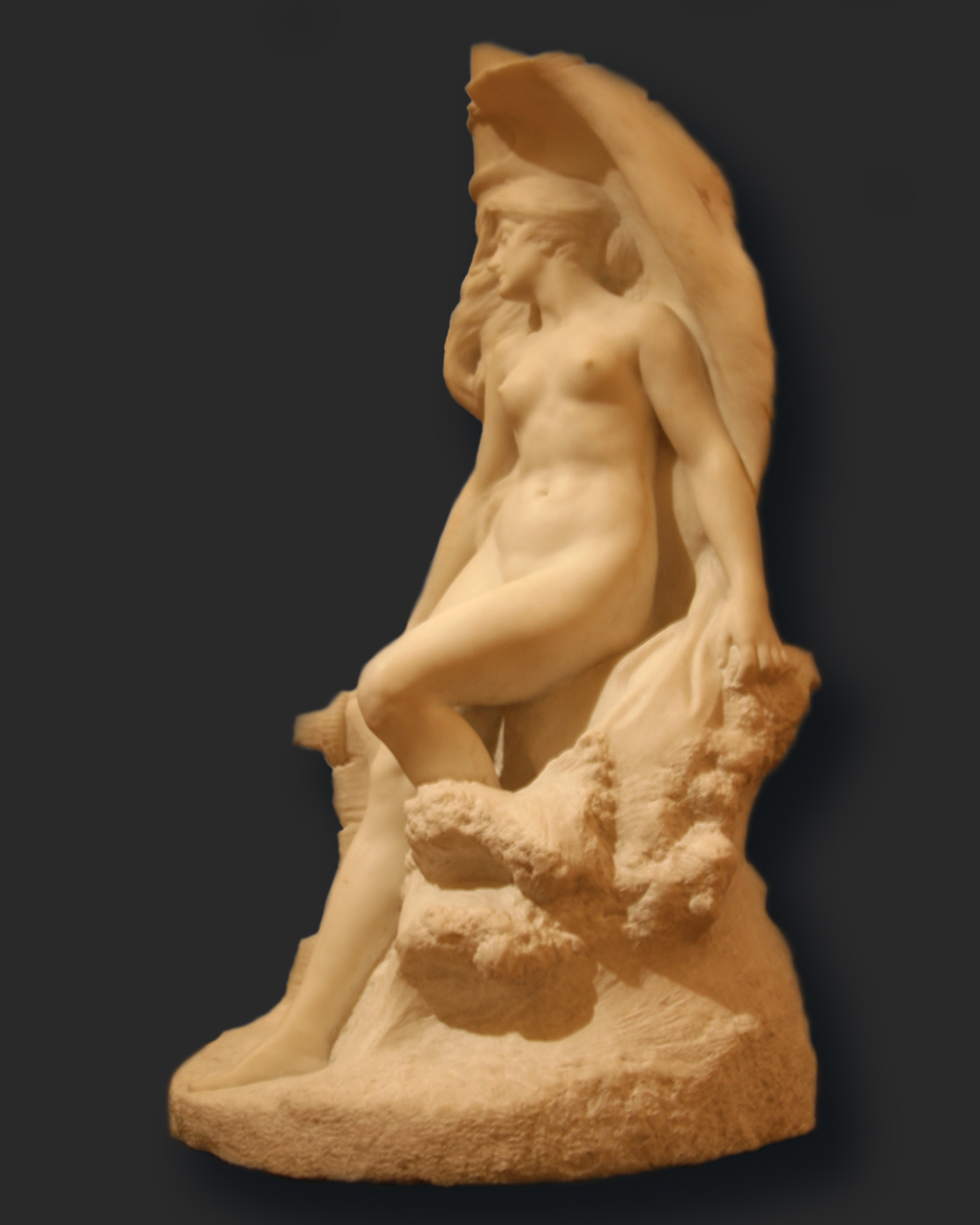
Hukkuva laeva viimane ohe, Amandus Adamson, 1899
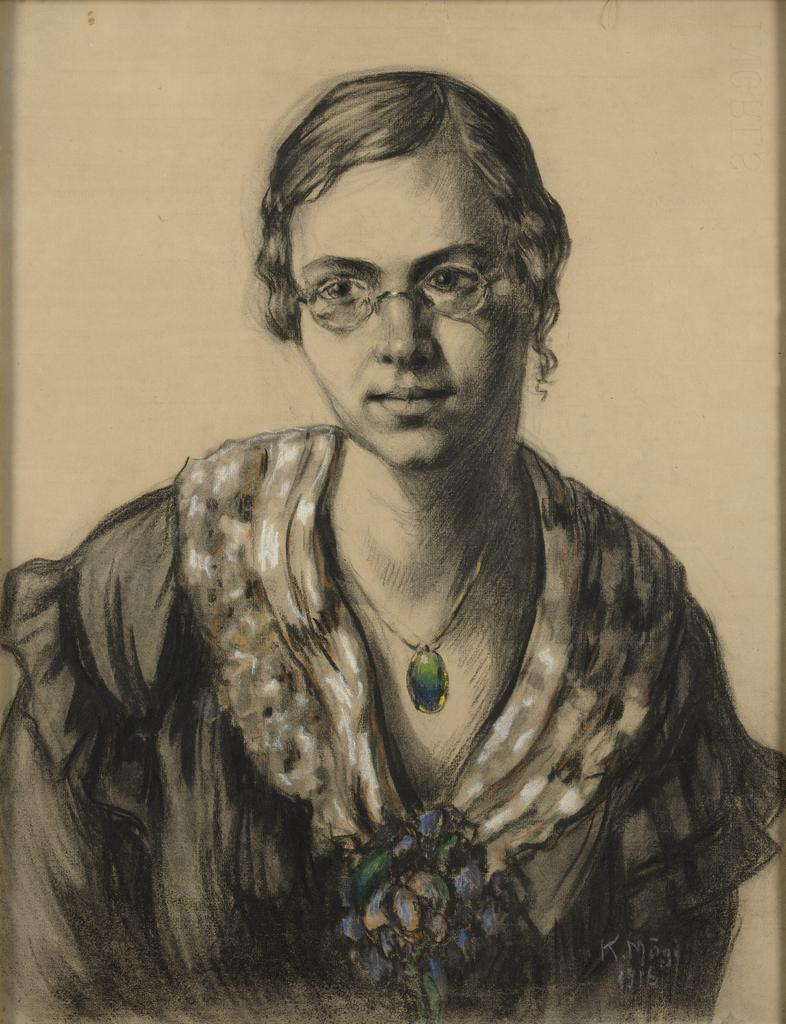
Portret al Mariei Reisik, cărbune și pastel, Konrad Mägi (1878–1925)
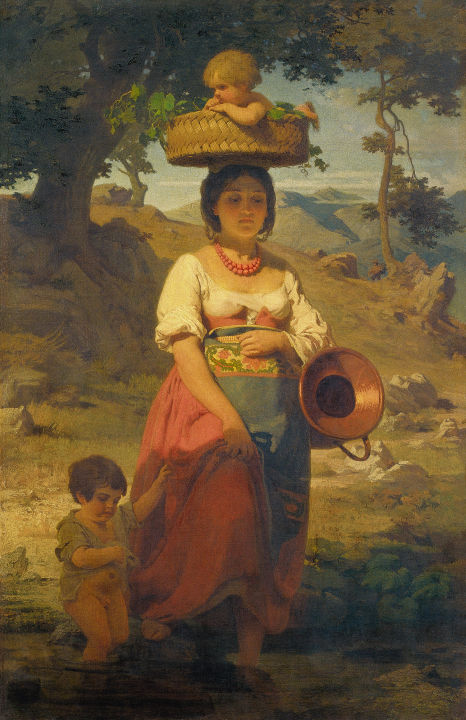
Johann Köler, Italincă cu copii la râu, 1862